# Pachycondyla theresiae
Pachycondyla theresiae är en myrart som beskrevs av Auguste-Henri Forel 1899. Pachycondyla theresiae ingår i släktet Pachycondyla och familjen myror.

## Underarter
Arten delas in i följande underarter:
- P. t. bugabensis
- P. t. theresiae